# John McDermott
John J. McDermott Jr., född 12 augusti 1891 i Philadelphia, Pennsylvania, död 1 augusti 1971, var en amerikansk golfspelare.
McDermott var den förste USA-födde golfspelare som vann US Open. De första 16 upplagorna av tävlingen vanns av brittiska spelare som hade lärt sig spelet i England och Skottland och som besökte USA för att spela i tävlingar eller, i de flesta fall, arbeta som klubbprofessionals. 
1910 började USA att få fram allt fler proffsspelare. McDermoot kom från caddiekåren i Philadelphia och det året förlorade han i särspel mot Alex Smith i US Open. Året efter vann han US Open med tre slag på Chicago Golf Club och 2005 är han med sina 19 år 10 månader och 12 dagar fortfarande den yngste spelaren som vunnit tävlingen. 1912 försvarade han titeln på Country Club of Buffalo i New York State. Han gick på 294 slag under fyra rundor på en par 74-bana vilket gjorde honom till den förste spelaren som gick på par på 72 hål.
1913 vann McDermott Western Open som då var den näst mest prestigefyllda proffstävlingen i USA. 1914 besökte han Storbritannien för att tävla i The Open Championship men han kom för sent och fick inte vara med i tävlingen. På vägen hem kolliderade hans båt med ett annat fartyg men han lyckades rädda sig i en livbåt. Kort efter att han kom hem fick han en blackout när han gick in i klubbhuset på golfklubben i Atlantic City där han var klubbprofessional. På grund av sin mentalsjukdom tillbringade han resten av sitt liv på mentalsjukhus och vilohem eller med sin familj i Philadelphia. Han spelade aldrig mer golf efter den händelsen.
Även om McDermott var den förste amerikanske US Open-vinnaren så är det Francis Ouimets seger 1913 som ofta anges som den tävling som gjorde att golfen fick ett bredare intresse i USA. McDermott hade inte besegrat det så kallade Great Triumvirate av brittiska spelare (Harry Vardon, John Henry Taylor och James Braid) vid sina två segrar eftersom de inte hade ställt upp i tävlingarna. Ouimet vann i särspel mot Vardon som ansågs som den bäste spelaren i världen och en annan brittisk spelare, Ted Ray.

## Majorsegrar
- 1911 US Open
- 1912 US Open